# Queuille
Queuille település Franciaországban, Puy-de-Dôme megyében. Lakosainak száma 282 fő (2022. január 1.). Queuille Saint-Georges-de-Mons, Saint-Gervais-d’Auvergne, Sauret-Besserve és Vitrac községekkel határos.

## Népesség
A település népességének változása:
| Lakosok száma | 263  | 267  | 278  | 276  | 283  | 289  | 288  | 285  | 282  |
|               | 2013 | 2015 | 2016 | 2017 | 2018 | 2019 | 2020 | 2021 | 2022 |